# Rio Paraguaçu
Rio Paraguaçu är ett vattendrag i Brasilien.   Det ligger i delstaten Bahia, i den östra delen av landet, 1 000 km öster om huvudstaden Brasília.
I omgivningarna runt Rio Paraguaçu växer i huvudsak städsegrön lövskog. Runt Rio Paraguaçu är det ganska glesbefolkat, med 32 invånare per kvadratkilometer.